# Rockpop
Rockpop war eine Musiksendung des ZDF, die von 1978 bis 1982 lief.

## Sendung
Die erste Sendung lief am 14. Januar 1978. Pro Jahr liefen zehn Sendungen, zudem gab es 1977 zwei Vorabsendungen.
Es wurde eine große Musik-Bandbreite von Folk über Rock bis Punk vorgestellt. Der anfangs 26-jährige Moderator Christian Simon äußerte vor der Premiere: „Wir stellen deutsche Rockgruppen, die keine Fernsehchance hatten, ebenso vor wie internationale Spitzenleute.“
Außerdem gab es neben den Sendungen von 1978 bis 1989 auch noch Livekonzerte unter der Bezeichnung Rockpop in Concert. Diese wurden zumeist in der Dortmunder Westfalenhalle aufgezeichnet. Rockpop in Concert wurde neben Christian Simon von Thomas Gottschalk, Fritz Egner, Diether Dehm, Christina Funk,  Ingeborg Schober und Peter Illmann moderiert.
2012 wurden die Sendungen bei ZDFkultur wiederholt.